# Salsola gemmipara
Salsola gemmipara är en amarantväxtart som beskrevs av Viktor Petrovitj Botjantsev. Salsola gemmipara ingår i släktet sodaörter, och familjen amarantväxter. Inga underarter finns listade i Catalogue of Life.